# Millesviks distrikt
Millesviks distrikt är ett distrikt i Säffle kommun och Värmlands län. Distriktet ligger omkring Millesviks kyrka på sydvästra delen av halvön Värmlandsnäs i södra Värmland, vid Vänern. 

## Tidigare administrativ tillhörighet
Distriktet inrättades 2016 och utgörs av Millesviks socken i Säffle kommun.
Området motsvarar den omfattning Millesviks församling hade vid årsskiftet 1999/2000.

## Tätorter och småorter
I Millesviks distrikt finns inga tätorter eller småorter.